# نیکون دی۳۲۰۰
نیکون دی۳۲۰۰ (به انگلیسی: Nikon D3200) یک دوربین عکاسی تک‌لنزی بازتابی ساخت شرکت نیکون است.